# Alauntal
Alauntal (früher Alaunthal) ist eine Rotte in der Statutarstadt Krems an der Donau in Niederösterreich.

## Geografie
Der zu Egelsee gehörende Ort liegt westlich im von Egelsee im Alauntal, das vom Alaunbach durchflossen wird. Durch das Tal gelangt man über die Landesstraße L7085 auch nach Egelsee, zur Rotte Alauntal muss man von dieser Straße jedoch im Tal abzweigen. Der Ort umfasst 51 Adressen. (Stand: 1. April 2020)

## Geschichte
Am 19. Juni 1933 wurde von zwei Nationalsozialisten im Alauntal ein Handgranatenüberfall auf eine Gruppe von christlich-deutschen Wehrturnern verübt. 30 Turner wurden dadurch verletzt, davon 17 schwer, einer lebensgefährlich und ein Turner starb an den Folgen des Anschlages. In der Folge wurde ein Betätigungsverbot für die österreichische NSDAP – Hitlerbewegung, ihre Neben- und Unterorganisationen sowie den Steirischen Heimatschutz erlassen. Im Zusammenhang damit wurden am 21. Juni auch 43 „deutschvölkische“ Turnvereine behördlich aufgelöst. Zudem wurde am 10. November 1933 die Todesstrafe wieder eingeführt und am 8. Juli 1934 auch auf Täter von Sprengstoffanschlägen ausgeweitet. Ein Gedenkstein wurde 1938 entfernt und nicht wieder angebracht. In der Nähe des Schießplatzes wurde aber nach dem Krieg ein Denkmal errichtet.
Im Jahr 1938 war laut Adressbuch von Österreich in Alauntal ein Gastwirt ansässig.

## Alaunbergwerk
Im südlichen Teil des Tales wurde zwischen 1703 und 1851 ein Bergwerk betrieben und Alaunstein abgebaut. Dieses als „Kremser Alaun“ bezeichnete Mineral wurde damals für die Herstellung von Papier, Leder und Kleidung verwendet.